# Сигнал - Златна колекция
Сигнал – Златна колекция е шестнадесетият подред албум на българската група Сигнал. Състои се от три части.

## Списък на песните
CD 1
1. Може би
2. Любов
3. Вятърът
4. Лютото премина
5. Вечен кръстопът
6. Попътен вятър
7. Да или не
8. Странен сън
9. Скъп спомен мой
10. Сянка и небе
11. Влюбени маски
12. Няма как
13. Каскадьори
14. Златна вода
15. Пристан
16. Да те жадувам
17. Съдба и надежда

CD 2
1. Огърлица от песни
2. Зелени сигнали
3. Лодка ли е любовта
4. Кой ще прости
5. Търся огън
6. Игра
7. Щастливец
8. Любовта не пита
9. Книжна лодка
10. Мини мода
11. Едно на ум
12. Денят на бурята
13. Когато съм на път
14. Думите
15. Хиляда и една нощ
16. Има ли те, няма ли те
17. Диктовка

CD 3
1. Мъже
2. Довиждане
3. Ако за миг
4. Спри се
5. Липсваш ми
6. Вундеркинд
7. Дай ми любов
8. Както всички кораби
9. Приказен свят
10. Сляп ден
11. Сбогом
12. Искам да те има
13. Между ад и рай
14. Някой ден
15. Съжалявам
16. Луда нощ
17. Каролин
18. Сам, дори в съня